# وون دو جي
وون دو جي (مواليد 18 نوفمبر 1997) هو لاعب كوري جنوبي يلعب في مركز خط الوسط في نادي خورفكان الإماراتي.

## روابط خارجية
- وون دو جي على موقع رابطة كرة القدم اليابانية للمحترفين (اليابانية)
- وون دو جي على موقع دوري كوريا الجنوبية (الإنجليزية)
- وون دو جي على موقع إي إس بي إن إف سي (الإنجليزية)
- وون دو جي على موقع قاعدة بيانات كرة القدم.إي يو (الإنجليزية)
- وون دو جي على موقع ناشيونال فوتبول تيمز (الإنجليزية)
- وون دو جي على موقع Soccerway.com (الإنجليزية)
- وون دو جي على موقع عالم كرة القدم.نت (الإنجليزية)
- وون دو جي على موقع أوليمبيديا (الإنجليزية)